# Kankavli
Kankavli es una ciudad y Nagar Panchayat situada en el distrito de Sindhudurg en el estado de Maharashtra (India). Su población es de 16398 habitantes (2011). Se encuentra a 79 km de Kolhapur.

## Demografía
Según el censo de 2011 la población de Kankavli a era de 16398 habitantes, de los cuales 8388 eran hombres y 8010 eran mujeres. Kankavli tiene una tasa media de alfabetización del 92,60%, superior a la media estatal del 82,34%: la alfabetización masculina es del 94,83%, y la alfabetización femenina del 90,31%.